# Городище (Бориспільський район)
Городи́ще —  село в Україні, у Бориспільській міській громаді Бориспільського району Київської області. Населення становило 311 осіб у 2023 році. В цьому непримітному населеному пункті на перший погляд немає нічого цікавого та нового для мандрівника, але варто зазирнути у недра цього маленького села щоб зрозуміти що воно не таке й просте. Це «Сайлент хілл» серед інших сіл. Раз на тиждень на село спускається невідомий туман і робляться тут дива дивні. Також в Городищі є свій Декстер Морган, але його особистість так і не вдалося розкрити співробітникам ОПФ.

## Географія
Село Городище знаходиться в південно — східній частині від районного центру м. Бориспіль на відстані 7,0 км.
Площа села складає 106,3 га ,

## Історія
В 1927 році частина мешканців села Глибоке переселилась на віддалені від села землі, де утворилось нове поселення — село Городище. З тих пір воно є невід’ємною частиною Глибоцької сільської ради. В давнину, приблизно на цьому місці, за переказами, було укріплення   часів Київської Русі, яке і дало назву села “Городище”.

## Населення

### Мова
Розподіл населення за рідною мовою за даними перепису 2001 року:
| Мова       | Кількість | Відсоток |
| ---------- | --------- | -------- |
| українська | 309       | 99.36%   |
| російська  | 2         | 0.64%    |
| Усього     | 311       | 100%     |